# Bernhard Pack
Bernhard Pack (* 8. August 1964 in Elversberg; † 21. September 1992 bei Benitatxell) war ein deutscher Dokumentarfilmer und Höhlentaucher. Er leistete einen bedeutenden Beitrag zur Erforschung des unterseeischen Höhlensystems des Moraig in der Provinz Alicante und kam dort bei einem Forschungstauchgang ums Leben.

## Leben und Werk

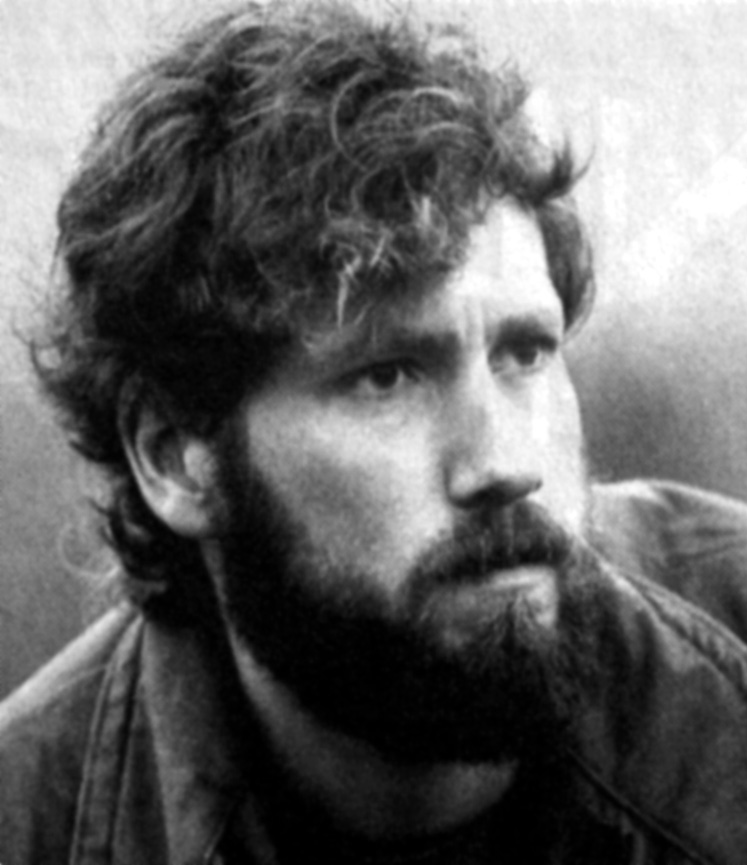
Bernhard Pack (Aufnahme von 1989)

Pack bereiste mit seinen Eltern während seiner Jugendjahre oft die Region rund um Alicante. Dabei erfuhr er von dem großen Trinkwasserproblem der Bevölkerung in den Sommermonaten. Auf der Suche nach Trinkwasser hatten Bohrungen bislang keinen Erfolg gebracht. Bei Moraira befand sich zwar die unterirdische Süßwasserquelle des Moraig, jedoch war das Höhlensystem bislang weitgehend unerforscht. Auf der Suche nach der Stelle, an der man eine Bohrung für die Gründung eines Brunnens zur Förderung von Trinkwasser anbringen konnte, waren bislang zwei Höhlentaucher ums Leben gekommen.
Pack, der während seiner Spanienurlaube tauchen gelernt hatte, war fasziniert von dieser Problemstellung und begann ab 1987 mit großem persönlichem und materiellem Einsatz mit der Erkundung des Höhlensystems. Er absolvierte zwischen 1987 und 1992 über 100 Tauchgänge im Moraig und dokumentierte das System über 1000 Meter weit.
Seine Expeditionen finanzierte Pack selbst. Während seiner Expeditionen drehte er 1989/90 den Dokumentarfilm Moraig, in dem er seine Tauchgänge festhielt. Er sorgte international für Aufsehen und wurde von vielen europäischen Fernsehsendern ausgestrahlt.
Pack entdeckte in dem Höhlensystem eine bislang unbekannte Krebsart. Er starb bei einem vergleichsweise leichten Tauchgang auf dem Rückweg wenige Meter vor dem Höhlenausgang aufgrund Sauerstoffmangels.
Bis heute ist die Moraig-Höhle nicht ausreichend erforscht zur Gründung eines Brunnens.

## Ehrungen
Für seine Forschungen und sein unermüdliches Engagement in Südspanien wurde Pack mit einem spanischen Wissenschaftspreis ausgezeichnet. Sein Film Moraig erhielt bei internationalen Festivals zehn erste Preise. Unter ihnen auch der 1. Preis und der Publikumspreis beim Internationalen Dokumentarfilmfestival von Barcelona.